# Авангардівське водосховище
 Аванга́рдівське водосхо́вище  — невелике руслове водосховище на річці Гнилиця ІІ (ліва притока р. Сіверський Донець). Розташоване в Чугуївському районі Харківської області.
- Водосховище побудовано в 1973 році по проекту Харківської комплексної експедиції.
- Призначення — зрошення, риборозведення, рекреація.
- Вид регулювання — сезонне.

## Основні параметри водосховища
- нормальний підпірний рівень — 129,0 м;
- форсований підпірний рівень — 130,5 м;
- рівень мертвого об'єму — 128,4 м;
- повний об'єм — 1,5 млн м³;
- корисний об'єм — 1,35 млн м³;
- площа дзеркала — 39,8 га;
- довжина — 2,25 км;
- середня ширина — 0,18 км;
- максимальні ширина — 0,30 км;
- середня глибина — 3,79 м;
- максимальна глибина — 8,2 м.

## Основні гідрологічні характеристики
- Площа водозбірного басейну — 67,0 км².
- Річний об'єм стоку 50 % забезпеченості — 2,43 млн м3.
- Паводковий стік 50 % забезпеченості — 2,18 млн м3.
- Максимальні витрати води 1 % забезпеченості — 63,7 м3/с.

## Склад гідротехнічних споруд
- Глуха земляна гребля довжиною — 242,5 м, висотою — 10,24 м, шириною — 10 м. Закладення верхового укосу — 1:8, низового укосу — 1:3.
- Шахтний водоскид із монолітного залізобетону висотою — 8,2 м, розмірами 2(8,5х3)м.
- Водоскидний двохвічковий тунель довжиною — 42,5 м, розмірами 2(1,8х2)м.
- Донний водоспуск із двох сталевих труб діаметром 300 мм, суміщений із шахтним водоскидом. Засувки водоскиду розташовані у водоскидній шахті. Розрахункова витрата — 0,43 м3/с.

## Використання водосховища
Водосховище було побудовано для зрошення у радгоспі «Авангард».
На даний час використовується для риборозведення.